# Effet émergent
Un effet émergent est un phénomène social qui se produit sans avoir été recherché par simple convergence d'un grand nombre de cas d'un comportement individuel de même nature. Inventé par Raymond Boudon, il s'agit d'un concept de base de l'individualisme méthodologique en sociologie.

## Concept
L'effet émergent est le résultat macro de l'agrégation d'actions au niveau micro. Il permet donc d'expliquer comment des actions individuelles contribuent à la formation de phénomènes sociaux. En fin de semaine, les citadins désirant quitter la monotonie de la vie à la ville prennent la voiture pour se rendre dans la campagne la plus proche ; mais comme beaucoup de citadins font la même chose en même temps, chaque week-end commence par des bouchons sur les routes. Boudon soutient toutefois dans Effet pervers et ordre social qu'un effet émergent (ou de composition) peut être positif et non pas uniquement néfaste. Sa caractéristique est de ne pas être voulu : le résultat atteint au niveau collectif ne correspond pas à l'intention initiale de chacun des acteurs. C'est ainsi que lorsque plusieurs personnes travaillent contre un revenu, elles augmentent le revenu national sans que cet objectif n'entre dans leur intention. 
Certaines organisations sociales permettent le contrôle ou la canalisation des effets émergents, tandis que d'autres ne réussissent pas à les empêcher. Il distingue les systèmes de rôle (ou d'interaction fonctionnelle) et les systèmes d'interdépendance. Dans les premiers, une organisation par exemple, les effets émergents existent mais sont plus contrôlés, corrigés. Mais dans les seconds, embouteillage, inflation, krach boursier, etc. les effets émergents prolifèrent. Cela est en partie dû à ce que l'effet du hasard n'est pas négligeable et influe sur le résultat final.

## Applications

### Impossibilité de lois de l'histoire
L'effet émergent permet à Boudon de réfuter les lois de l'histoire ou les lois du changement auxquelles certaines idéologies, telles que le marxisme, croient. Dans La place du désordre il montre que les interdépendances et les effets émergents des actions individuelles sont trop nombreuses pour qu'une loi, qui est absolue et générale, puisse exister.

### Application au vote
Boudon applique le concept d'effet émergent au système électoral. Le vote est un effet émergent, car il résulte de l'agrégation de l'action de chacun des électeurs. Le résultat représente le phénomène social au niveau macrosocial.

## Critiques et débats
Le concept d'effet émergent est critiqué par les structuralistes qui rejettent, avec une intensité diverse, la possibilité pour les agents d'agir de manière libre.